# خط التأخير الرقمي
خط التأخير (الإعاقة) الرقمي هو عنصر منفصل في نظرية المرشح الرقمي، والتي تسمح للإشارة بأن تتأخر بعدد من العينات.
- إذا كان التأخير عبارة عن عدد صحيح ومتضاعف من العينات، فإن خطوط التأخير الرقمي تكون غالبا مصنفة كمحافظ (مخازن) دورية، وهذا يعني بأنه يمكن حساب التأخيرات الصحيحة بكل كفاءة.
- التأخير بواسطة عينة واحدة ترمز ب ({\displaystyle \mathrm {z} ^{-1}}) والتأخير بمجموعة ({\displaystyle N}) من العينات ترمز ب ({\displaystyle \mathrm {z} ^{-N}}) مدفوعة بدور تحويل زد والذي يصف أساسات المرشح الرقمي.
- إذا لم يكن التأخير عدد صحيح من العينات فإن المرشحات الإضافية تؤخذ في الحسبان كجزء من التأخير المختلف عن العدد الصحيح. ولذلك فإن خطوط التأخير ذات التأخير غير الصحيح تسمى خطوط التأخير الجزئية.
- تستخدم خطوط التأخير الرقمية اللبنات (الكتل البنائية) على نطاق واسع في طرق محاكاة صوتيات الغرفة، الآلات الموسيقية وتأثيرات الصوت الرقمية.
- لقد بين إنشاء موجه الموجات الرقمي كيفية استخدام خطوط التأخير الرقمي في طرق إنشاء الصوت للعديد من الآلات الموسيقية مثل الآلات الوترية والآلات الهوائية.[1]